# Back to Basics (álbum de Anvil)
Back to Basics es el duodécimo álbum de estudio de la banda de heavy metal canadiense Anvil, publicado el 29 de marzo de 2004.

## Lista de canciones
Todas las canciones escritas y compuestas por Anvil. 
| N.º | Título                     | Duración |  |
| 1.  | «Fuel for the Fire»        | 4:03     |  |
| 2.  | «Keep It Up»               | 3:49     |  |
| 3.  | «Song of Pain»             | 5:53     |  |
| 4.  | «You Get What You Pay For» | 3:49     |  |
| 5.  | «Chainsaw»                 | 5:40     |  |
| 6.  | «Can't Catch Me»           | 3:33     |  |
| 7.  | «Go Away»                  | 3:55     |  |
| 8.  | «Bottom Feeder»            | 3:03     |  |
| 9.  | «Cruel World»              | 5:58     |  |
| 10. | «Fast Driver»              | 3:51     |  |

## Créditos
- Steve "Lips" Kudlow – voz, guitarra
- Ivan Hurd – guitarra
- Glenn Gyorffy – bajo
- Robb Reiner – batería